# Georges-Henri Dumont
Pour les articles homonymes, voir Dumont.
Le Baron Georges-Henri Dumont, né le 14 septembre 1920 à Zottegem (province de Flandre-Orientale) et mort le 6 avril 2013 à Bruxelles (région de Bruxelles-Capitale), est un historien et écrivain belge. Membre depuis 1988 de l'Académie royale de langue et de littérature françaises de Belgique, il a été anobli pour ses travaux sur l'histoire de la Belgique et porte le titre de baron. Il est l'époux de la romancière Viviane Dumont (née Haanen). Il est le père du juriste Hugues Dumont, professeur de droit constitutionnel, de droit européen et de théorie du droit à l'Université Saint-Louis - Bruxelles et de Geneviève Marchand (née Dumont), biologiste et théologienne, enseignante à l'Institut catholique de Toulouse.

## Formation, carrière, œuvre littéraire et historique
Agrégé d'histoire (Université catholique de Louvain), conservateur aux Musées royaux d'art et d'histoire de Bruxelles, professeur d'histoire économique et sociale à l'Institut catholique des hautes études commerciales (ICHEC) à Bruxelles, chef de cabinet de plusieurs ministres de la Culture française en Belgique, membre du Conseil exécutif de l'Unesco de 1981 à 1989 et président de la Commission nationale (belge) du Pacte culturel, Georges-Henri Dumont est l'auteur d'une cinquantaine d'ouvrages portant sur différents aspects (politiques, sociaux, culturels, littéraires, esthétiques) de l'histoire de la Belgique, dont il a été l'un des principaux vulgarisateurs depuis l'Après-Guerre. Il est également l'auteur de plusieurs textes littéraires (poèmes, nouvelles). Avant de devenir chef de cabinet de quatre ministres de la Culture successifs, dans les années 1960-70, il est nommé chef de cabinet du ministre Van Hemelrijk à l'Instruction publique puis aux Colonies, en 1958. À cette occasion, il se positionne clairement en faveur de l'indépendance du Congo. La Vie quotidienne sous le règne de Léopold II, paru en 1974 et plusieurs fois réédité, est son ouvrage le plus lu.

## Décès
Il meurt le 6 avril 2013 à Bruxelles, à l'âge de 92 ans.

## Publications (sélection)
- Georges-Henri Dumont, Léopold II, Fayard, 1990, 506 p.Ouvrage couronné par le Grand prix de la biographie de l'Académie française.
- Georges-Henri Dumont, Histoire de la Belgique : Des origines à 1830, Éditions Le Cri, 2005 (lire en ligne); réédition de Histoire de la Belgique; Paris (Hachette), 1977.
- Georges-Henri Dumont, Chronologie de la Belgique : De 1830 à nos jours, Éditions Le Cri, 2005 (lire en ligne)
- Georges-Henri Dumont, Des Belges aventureux, Bruxelles, Éditions Le Cri, 2005, 237 p. (ISBN 2-87106-382-6)

- (avec André Uyttebrouck, co-directeur), Bruxelles - 1 000 ans de vie quotidienne; Bruxelles (La Renaissance du livre), 1979.
- Georges-Henri Dumont, Histoire de Bruxelles : Biographie d'une capitale, Bruxelles, Éditions Le Cri, 1997, 475 p. (ISBN 2-87106-191-2, présentation en ligne)

- La Belgique ; Paris, Presses universitaires de France, coll. « Que sais-je ? », no 319, 1991 (1re éd.); plusieurs fois réédité depuis.
- La Vie quotidienne en Belgique sous le règne de Léopold II ; Paris (Hachette), 1974. - Réédité en format de poche par l'éditeur Marabout.
- 150 ans d'expansion et de colonisation ; Bruxelles (Legrain), 1980.
- Georges-Henri Dumont, Marie de Bourgogne, Paris, Fayard, 1982, 366 p. (ISBN 2213011974)

### Albums de bande dessinée
- L'Aventure des Belges[7], De Visscher, Bruxelles, 1957
Scénario : Georges-Henri Dumont - Dessin : Louis Haché - Couleurs : quadrichromie,Réédition augmentée en 1979 aux éditions Oyez.

## Récompenses et distinctions
- Membre de l'Académie royale de langue et de littérature françaises de Belgique de 1988 à 2013.
- Prix de la Biographie de l'Académie française (1991) pour son essai Léopold II[8].